# ۵٬۶-می‌او-می‌پی‌تی
۵،۶-می‌او-می‌پی‌تی (به انگلیسی: 5,6-MeO-MiPT) با فرمول شیمیایی C۱۶H۲۴N۲O۲ یک ترکیب شیمیایی است. که جرم مولی آن ۲۷۶٫۳۷ g/mol می‌باشد. 